# 용과 같이 0: 맹세의 장소
《용과 같이 0: 맹세의 장소》(일본어: 龍が如く0 誓いの場所 류가고토쿠제로 치카이노바쇼[*])는 세가 게임즈(2015년 3월까지는 세가)에서 2015년 3월 12일에 플레이스테이션 4와 플레이스테이션 3으로 출시된 게임 소프트웨어이다. 한국에서는 2016년 11월 17일 출시했다. 중국어권에는 人中之龍0 誓約的場所, 영어권에는 Yakuza 0이라는 제목으로 발매됐다.
캐치 프레이즈는 “전 일본이 광희 난무하고 있던 시대. ‘용’의 전설은 여기서부터 시작됐다”.
발매에 따라서, 본작과 연동하는 플레이스테이션 비타 전용 앱 《용과 같이0 기본 무료 앱 for PlayStation Vita》가 2015년 2월 26일에 무료 공개됐다.

## 개요
2014년 8월 24일에 행해진 니코니코 생방송의 방송 ‘용과 같이 특별방송 ~섹시 여배우 · 남자의 출연자 발표회~’에서 발표된, 시리즈 넘버링 타이틀의 최신작.
이번 작품은 제목 그대로 1번째인 《용과 같이》보다도 과거의 이야기를 그린 작품이 되며, 키류 카즈마와 마지마 고로를 주인공을 카무로쵸와 소텐보리의 2개 도시가 무대가 된다. 컨셉트는 ‘돈 · 여자 · 폭력’이며, 특히 돈은 이번 작품에서 가장 중요한 요소가 된다.
게스트 성우진으로 배우인 오자와 히토시, 나카노 히데오, 츠루미 신고, 이우라 아라타, 타케우치 리키, 와타리 테츠야 등이 출연한다. 또, 이번 작품의 발표에 앞서서 행해졌던 ‘남자 출연자 오디션’ ‘섹시 여배우 인기투표’의 각 합격자(남성 8명, 여성 30명, 호스트 사진 20명)이 게임 내에 등장한다. 작품 중의 붓글씨는 《유신》에 이어서 서예가인 나카츠카 스이토가 담당한다.
예약 특전으로 잡지 《Hot-Dog PRESS》와의 콜라보에 의한 특제책자 《용과 같이 Hot-Dog PRESS》가 들어있다. 표지에 실리는 것은 《Hot-Dog PRESS》에서 실제로 연재의 집필이나 표지 일러스트를 담당하고 있던 스에마츠 마사히로. 그 외의 예약 특전으로 게임 판매 점포별(11점포)로 각각 다른 특전이 부속된다.
시리즈 향례의 DLC와 과거작의 세이브 데이터 불러오기에 의한 특전은 이번 작품에서도 존재한다. 또, 《4》까지와 같이 ‘프리미엄 어드벤처’에서 했던 데이터를 불러오는 것이 가능해졌다(사용할 수 있는 난이도는 HARD까지).
PPL도 건재하지만, 시대 설정을 반영해서 간판은 쇼와 말기 시대의 것으로 변경돼있다.
2015년 6월 기준으로, 일본 국내를 포함하는 아시아 지역에서의 판매수가 50만을 돌파했다. 2016년 3월 17일에는 염가판이 발매.

## 줄거리
《용과 같이》보다 17년 전의 1988년.
거품 경제의 영향을 받은 환락가 카무로쵸. 키류 카즈마는 그 뒤를 쫓아서 간토 최대의 폭력단 ‘동성회’의 2차 단체 ‘도지마조’에 들어가지만 꿈이나 희망은 없이, 빚쟁이 아르바이트로 먹고 사는 생활을 하고 있었다.
오사카의 환락가 소텐보리. 동성회의 2차 단체 ‘시마노조’에 속해있던 마지마 고로는 조직을 거역한 죄로 극도회사에서 추방당하며, 간사이 최대의 폭력단 ‘오미연합’의 직계 단체 ‘사가와조’에 일반인으로 감시되어 살게 되며, 적자에 이은 카바레 ‘그랜드’의 지배인을 맡게 된다. 그랜드를 흑자 경영으로 되돌린 것으로 ‘밤의 제왕’이라고 사회적 승인을 받으나, 형무소에 들어간 의형제가 돌아올 장소를 만들기 위해서 극도로의 복귀를 목표로 하고 있었다.
카무로쵸에서 도지마조가 ‘카무로쵸 21세기 재개발 계획’에서 행해지는 거대 상업 시설 ‘밀레니엄 타워’ 건설의 이권취득을 위해서 100억엔 이상을 걸어서 주변의 토지 매수를 행하로 있었지만, 그 중에 ‘한 평의 공터’라는 토지가 발견되며, 그 토지의 소유자로부터 손에 넣지 않으면 계획을 실행할 수 없다는 문제를 안고 있었다.
키류와 마지마는 카라의 한 평을 도는 항쟁에 휘말려 같이 휘말린 한 사람의 눈먼 여성을 지키게 된다.

## 게임 시스템
기본적인 시스템은 전작인 《유신》에서 온 것이 많다.
경영 시뮬레이션(経営シミュレーション)
싸움나 도박 외에 부동산 경영(키류)나 캬바클럽 경영(마지마)이란 서브 이벤트로 돈을 벌 수가 있다. 본작에서는 돈을 결제하는 주인공의 능력을 사는 시스템으로 시스템이 되어있기에 효율적으로 돈을 벌어서 우선 순위를 정해서 능력을 획득하는 ‘경영’이 중요하다.
배틀(バトル)
적을 다운 또는 격퇴하는 것으로 돈을 얻으며, 특정 조건 하의 경우 보너스로 보다 많은 돈을 얻는다. 배틀 중에는 눈먼 여성을 암살자로부터 지키면서 싸우는 ‘에스코트 배틀’(エスコートバトル)이 있다. 배틀 스타일은 키류와 마지마 같이 ‘베이스’ ‘스피드’ ‘파워’의 세 가지의 스타일을 바꿔서 싸우는 《유신》과 같은 형태이다. 무기에 관해서는 총이나 단도(복부로의 공격만)는 공격을 받으면 특수한 형태로 다운하는 등 경이적인 존재로 변경됐다.
플레이 스팟(プレイスポット)
1980년대에 따른 것이 많으며, ‘디스코’ ‘전화방’ ‘비디오방’의 새로운 스팟이 등장. 시리즈 항례의 플레이 스팟도 가라오케는 스낵에서 부르는 형태이거나 게임 센터에서는 ‘스페이스 헤리어’ ‘판타지 존’ ‘슈퍼 행 온’ ‘아웃런’의 당시 게임으로 시대에 맞춰있다. 그 외의 새로운 스팟으로 여자끼리의 싸움에 의한 도박 ‘캣파이트’나, 미니카와 같은 머신을 사용한 레이스 게임 ‘포켓 서킷’이 등장한다.
Vita와 클로스 플레이(Vitaとのクロスプレイ)
이번 작품도 《유신》과 마찬가지로, PS Vita와 연동하고 있으며, Vita판의 미니게임에서 번 돈을 본편에 반영시킬 수가 있다. 또, Vita판에서는 유료 다운로드 팩을 구입하는 것으로, 《슈퍼 몽키 볼 스페셜》 《SF 특공공모 베루가》 《컬럼스》 등의 총 다섯 가지의 게임으로 즐길 수 있다.

## 노래
- 주제가: 쇼난노카제 〈버블〉(토이스 팩토리)
- 닫는 곡: 쇼난노카제 〈주홍〉(토이스 팩토리)

### 용과 같이 0: 맹세의 장소 80's Hits! Collection
이번 작품의 시대 설정에 맞춰서 1980년대의 명곡을 10곡을 수록한 컴필레이션 음반이다. 소니 뮤직 엔터테인먼트 재팬과의 컬레버레이션 기획이기도 하다.
초도판에는 프로덕트 코드가 들어있으며, 플레이 중의 BGM으로 재생이 가능해진다.

#### 수록곡
| #   | 제목 | 작사              | 작곡              | 편곡 | 재생 시간 |
| --- | --- | ----------------- | ----------------- | ---- | --------- |
| 1.  | 〈SOMEBODY'S NIGHT〉 (야자와 에이키치)                                                                     | 우리노 마사오     | 야자와 에이키치   |      |           |
| 2.  | 〈ANGEL〉 (히무로 쿄스케)                                                                                  | 히무로 쿄스케     | 히무로 쿄스케     |      |           |
| 3.  | 〈Get Wild〉 (TM NETWORK)                                                                                  | 코무로 미츠코     | 코무로 테츠야     | 3:59 |           |
| 4.  | 〈Diamonds〉 (프린세스 프린세스)                                                                           | 나카야마 카나코   | 오쿠이 카오리     | 4:57 |           |
| 5.  | 〈2억 4천만의 눈동자 -이그조틱 재팬-(2億4千万の瞳 -エキゾチック・ジャパン-))〉 (고 히로미)                 | 우리노 마사오     | 이노우에 다이스케 | 4:00 |           |
| 6.  | 〈프렌즈(フレンズ)〉 (레베카)                                                                              | NOKKO             | 도바시 아키오     | 4:34 |           |
| 7.  | 〈눈을 감고 이리와(目を閉じておいでよ)〉 (BARBEE BOYS)                                                     | 이마미치 토모타카 | 이마미치 토모타카 |      |           |
| 8.  | 〈Runner〉 (폭풍 슬럼프)                                                                                   | 선플라자 나카노   | New 펑키 스에요시 | 4:47 |           |
| 9.  | 〈Return to Myself ~하지 않는, 하지 않는, 여름.(Return to Myself 〜しない、しない、ナツ。)〉 (하마다 마리) | 하마다 마리       | 오츠키 히로유키   | 4:27 |           |
| 10. | 〈연인도 젖는 거리(恋人も濡れる街角)〉 (나카무라 마사토시)                                                 | 쿠와타 케이스케   | 쿠와타 케이스케   | 4:22 |           |

## 주요 스태프
- 종합 감독 : 나고시 토시히로
- 책임 프로듀서 · 각본 · 연출 : 요코야마 마사요시
- 프로듀서 : 시마노 미츠히로
- 라인 프로듀서 : 사토 다이스케
- 디렉터 : 호소카와 카즈키
- 프로그램 총괄 : 이토 토요
- 디자인 총괄 : 나가이 사이조
- 기획 총괄 : 요시다 코지
- 사운드 매니지먼트 : 토미타 하루요시
- 어드벤처 총괄 : 호리이 료스케

## 평가
| 평가 |               |
| --- | ------------- |
| 통합 점수 통합사 점수 메타크리틱 85/100 [ 9 ] 평론 점수 평론사 점수 디스트럭토이드 9/10 [ 10 ] EGM 5/10 [ 11 ] 패미츠 36/40 [ 12 ] 게임 인포머 9.25/10 [ 13 ] 게임스팟 8/10 [ 14 ] 게임스레이더+ [ 15 ] IGN 8.5/10 [ 16 ] 폴리곤 8/10 [ 17 ] PlayStation LifeStyle (Import) 9/10 [ 18 ] The Independent [ 19 ] The Jimquisition 9.5/10 [ 20 ] |               |
| 통합 점수 |               |
| 통합사 | 점수          |
| 메타크리틱 | 85/100        |
| 평론 점수 |               |
| 평론사 | 점수          |
| 디스트럭토이드 | 9/10          |
| EGM | 5/10          |
| 패미츠 | 36/40         |
| 게임 인포머 | 9.25/10       |
| 게임스팟 | 8/10          |
| 게임스레이더+ | [ 15 ]        |
| IGN | 8.5/10        |
| 폴리곤 | 8/10          |
| PlayStation LifeStyle | (Import) 9/10 |
| The Independent | [ 19 ]        |
| The Jimquisition | 9.5/10        |

### 내용주
1. ↑  유일한 과거 시리즈의 참가자로, 《3》 이래의 출연이 된다.
2. ↑  《유신》과 같이 시리즈의 어떤 한 작품의 세이브 데이터가 있으면 가능한 형태로 하나로 묶여있으며, 키류 · 마지마와 같이 각각 하나씩 취득할 수 있다. 또, 《유신》에서는 PS3판에서만의 사양이었지만, 이번 작품에서는 PS4판에도 존재한다.
3. ↑   어느 조건을 채우는 것으로 스타일이 하나 추가되며, 최종적으로 네 가지의 스타일로 하는 것이 가능.
4. ↑  Vita판만의 플레이에서는 돈에 관한 제한은 없지만, 투기장에서는 배트 스타일은 하나 뿐이였으며, 다른 다양한 것으로 제한되어있다. 이것 등의 제한은 본편에서 특정의 조건을 클리어해서 연동시키는 것으로 해제시킨다.
5. ↑  16비트판. 메가 드라이브로 플레이할 수 있기까지 취해져있으나, 발매까지는 미흡했던 환상의 작품[8].

### 참조주
1. 1 2  “「龍が如く0 誓いの場所」の価格改定版が税別3800円で3月17日発売へ” [“용과 같이0: 맹세의 장소”의 가격 개정판이 부가세 별도 3800엔으로 3월 17일 발매로] (일본어). 4Gamers.net. 2016년 2월 7일에 확인함.
2. ↑  “PlayStation 4/PlayStation 3『龍が如く0 誓いの場所』繁体中文版発売記念 Twitterで感想をつぶやいて『龍が如く0 誓いの場所』特製グッズがもらえるキャンペーンを実施!” [PlayStation 4/PlayStation 3 “용과 같이0: 맹세의 장소” 번체 중국어판 발매 기념 트위터에서 감상을 트윗해서 “용과 같이0: 맹세의 장소” 특제 굿즈를 받을 수 있는 캠페인을 실시!] (일본어). 용과 같이.com. 2015년 7월 20일에 확인함.
3. ↑  박준영 (2016년 9월 16일). “'용과 같이 0' 11월17일 한글화 발매”. 아이뉴스24. 2016년 10월 26일에 확인함.
4. 1 2  “『龍が如く0 誓いの場所』ゲーム内容の一部を基本無料でプレイできるアプリが、PS Vita向けに配信決定” [“용과 같이0: 맹세의 장소” 게임 내용의 일부를 기본 무료로 플레이할 수 있는 앱이 플레이스테이션 비타용으로 공개 결정] (일본어). 패미통.com. 2015년 1월 16일에 확인함.
5. 1 2  “『龍が如く0 誓いの場所』が発表された“龍が如く特別番組”レポ！ 激戦を制したセクシー女優の目に涙が!?” [“용과 같이0: 맹세의 장소”가 발표된 “용과 같이 특별방송” 레포트! 격전을 누른 섹시 여배우의 눈에 눈물이!?] (일본어). 덴게키 온라인. 2014년 8월 31일에 확인함.
6. ↑  “DLC情報” [DLC정보] (일본어). “용과 같이0: 맹세의 장소” 공식 사이트. 2015년 3월 24일에 확인함.
7. ↑  “PlayStation 4/PlayStation 3『龍が如く0 誓いの場所』アジア地域で50万本突破!” [PlayStation 4/PlayStation 3 “용과 같이0: 맹세의 장소” 아시아 지역에서 50만 돌파!] (일본어). 용과 같이.com. 2015년 7월 20일에 확인함.
8. ↑  “『龍が如く0 誓いの場所』最速プレイ動画 基本無料アプリ篇” [“용과 같이0: 맹세의 장소” 최고속 플레이 영상 기본 무료 앱편] (일본어). 류Tube. 2015년 2월 18일에 확인함.
9. ↑  “Yakuza 0 for PlayStation 4 Reviews”. Metacritic. 2017년 1월 19일에 확인함.
10. ↑  Glagowski, Peter (2017년 1월 19일). “Review: Yakuza 0”. Destructoid. 2017년 1월 19일에 원본 문서에서 보존된 문서. 2017년 1월 19일에 확인함.
11. ↑  Plessas, Nick (2017년 1월 19일). “Yakuza 0 review”. Electronic Gaming Monthly. 2017년 1월 19일에 확인함.
12. ↑  Romano, Sal (2015년 3월 3일). “Famitsu Review Scores: Issue 1370”. Gematsu. 2015년 3월 3일에 확인함.
13. ↑  Cork, Jeff (2017년 1월 19일). “Everlasting Mob Stopper - Yakuza 0 - PlayStation 4”. Game Informer. 2017년 1월 20일에 원본 문서에서 보존된 문서. 2017년 1월 19일에 확인함.
14. ↑  Brown, Peter (2017년 1월 19일). “Yakuza 0 Review”. GameSpot. 2017년 1월 19일에 확인함.
15. ↑  Roberts, David (2017년 1월 19일). “Yakuza 0 review: 'The best and most accessible story in the series yet'”. GamesRadar. 2017년 1월 19일에 확인함.
16. ↑  Ogilvie, Tristan (2017년 1월 19일). “Yakuza 0 Review”. IGN. 2017년 1월 19일에 확인함.
17. ↑  Hawkins, Janine (2017년 1월 19일). “Yakuza 0 review”. Polygon. 2017년 1월 19일에 확인함.
18. ↑  Hindman, Heath (2015년 3월 22일). “Yakuza 0 Review – Zero the Hero (PS4 Import)”. PlayStation LifeStyle. 2015년 3월 22일에 확인함.
19. ↑  "Yakuza 0 review: A worthy addition to the series". The Independent. Published 1 February 2017. Retrieved 9 February 2017.
20. ↑  “보관된 사본”. 2017년 1월 27일에 원본 문서에서 보존된 문서. 2017년 7월 2일에 확인함.